# John Odhiambo
John Odhiambo, (født 15. august 1955) i Kenya, var en cruiservægtsbokser, der boksede hovedparten af sine professionelle kampe i Danmark. 
Som amatør blev John Odhiambo udtaget til Sommer-OL 1976 i Montreal i letsværvægt, men grundet de afrikanske landes boykot af legene, stillede Odhiambo ikke op. Året efter nåede han finalen i den internationale polske turnering Feliks Stamm Memorial i 1977.
John Odhiambo opnåede kontakt til boksepromoter Mogens Palle og debuterede som professionel bokser ved et stævne i Randers Hallen den 12. juni 1980 i en kamp over 6 omgange mod den stærke englænder Bunny Johnson. Bunny Johnson havde inden kampen erfaring fra 68 professionelle kampe, og var engelsk mester. John Odhiambo levede imidlertid op til de store forventninger, og besejrede Johnson på point. 
Odhiambo viste sig som en stærk og hårdtslående bokser, og vandt herefter 7 yderligere kampe i Danmark, herunder mod den argentinske veteran Avenamar Peralta. Den 13. februar 1982 boksede Odhiambo sin første professionelle kamp udenfor Danmark, da han i en forkamp til VM-kampen i letsværvægt mellem kollegaen Mustapha Wasajja og verdensmesteren Michael Spinks boksede ved VM-stævnet på Playboy Hotel i Atlantic City i USA. Odhiambo mødte den udmærkede Leonardo Rogers, der blev stoppet i 6. omgang. Senere samme år vendte Odhiambo tilbage til Atlantic City, hvor han pointbesejrede amerikaneren Willie Taylor, der havde mødt en stribe af verdens bedste letsværvægtere. 
Odhiambo (og Mogens Palle) byggede herefter karrieren op gennem en række sejre i Danmark over udmærkede modstandere. Største sejr i denne periode var over den stærke amerikaner Marvin Camel, der kort forinden havde været verdensmester i cruiservægt, og havde besejret en række topnavne, herunder Mate Parlov og Matthew Saad Muhammad. Odhiambo stoppede Marvin Camel i 2. omgang i kampen i KB Hallen den 11. februar 1983, hvilken sejr placerede Odhiambo højt på verdensranglisterne. 
Den 5. maj 1984 opnåede Odhiambo en kamp om WBA-mesterskabet i cruiservægt mod verdensmesteren Ossie ”Jaws” Ocasio. Odhiambo havde inden kampen 18 kampe uden nederlag mod Ocasios 18 sejre i 22 kampe. Ocasios nederlag var dog alle til sværvægtere, herunder mod Larry Holmes i en VM-kamp og VM-udfordreren Michael Dokes. Kampen mellem Odhiambo og Ocasio blev afviklet på Ocasios hjemmebane i Puerto Rico. Odhiambo leverede en fornem kamp, men blev stoppet af Ocasio i 15. og sidste omgang. 
Efter nederlaget i VM-kampen boksede Odhiambo en række kampe mod mindre stærke modstandere og opnåede lutter sejre. Odhiambo boksede sin sidste kamp den 17. oktober 1986, da han i Randers besejrede amerikaneren Arthur Wright. Wright havde 5 nederlag på rekordlisten, men alle mod forholdsvis stærke boksere. Odhiambo vandt dog også sin sidste kamp, da han stoppede Wright i 3. omgang. 
John Odhiambo opnåede i alt 25 kampe, hvoraf kun VM-kampen mod Ocasio blev tabt. 14 af sejrene blev vundet før tid. 